# كيفن جوسيت
كيفن جوسيت (بالفرنسية: Kevin Jousset؛ مواليد 2 مايو 1993) هو مُقاتل فنون قتالية مختلطة فرنسي.

## وصلات خارجية
- كيفن جوسيت على موقع يو إف سي (الإنجليزية)
- كيفن جوسيت على موقع شيردوغ (الإنجليزية)
- كيفن جوسيت على موقع Tapology.com (الإنجليزية)